# La Justice de Marion

La Justice de Marion est un téléfilm de Thierry Binisti diffusé en 1998 sur France 2. Le téléfilm est également connu sous le titre Les Filles de Vincennes.

## Synopsis
Sur le cours de Vincennes un dealer donne une dose à une prostituée. Charlotte se fait arrêter par la police dans un bar après la mort de son amie trouvée morte dans les toilettes de l'établissement une seringue plantée dans le bras. Marion, qui est avocate et dont la fille Zoé sort avec le frère de Charlotte, Franck décide de prendre sa défense et la fait libérer sous caution. Mais les ennuis ne font que commencer pour Zoé et Marion qui sont désormais liées par cette affaire. En effet, on découvre qu'un dealer vend des doses empoisonnées sur le cours à des prostituées.

## Fiche technique
- Autre titre : Les Filles de Vincennes
- Réalisation : Thierry Binisti
- Scénario : Gabriel Aghion et Renaud Bertrand
- Adaptation et dialogues : Gabriel Aghion et Renaud Bertrand
- Société de Production: Millésime Productions, France 2, Société française de production, RTL-TVI, Mars International Productions
- Pays d'origine :  France
- Durée : 94 minutes
- Dates de diffusion : le 5 octobre 1998 sur France 2

## Distribution
- Mireille Darc : Marion
- Emilie Ohana : Zoé
- Feodor Atkine : Bernard
- François Dunoyer : Commissaire Baron
- Frédéric Quiring : Franck
- Loïc Corbery : Luc
- Delphine Serina : Charlotte